# West Brooklyn
West Brooklyn – wieś w Stanach Zjednoczonych, w stanie Illinois, w hrabstwie Lee.